# Eois biradiata
Eois biradiata là một loài bướm đêm trong họ Geometridae.